# Poliana buchholzi
Poliana buchholzi là một loài bướm đêm thuộc họ Sphingidae. Nó được tìm thấy ở forests from miền tây Africa to Uganda và miền tây Kenya.
Chiều dài cánh trước là 41–45 mm. Cánh trước màu xám ô liu.